# Vladimir Mitrofanovič Puriškevič
Vladimir Mitrofanovič Puriškevič (in russo Владимир Митрофанович Пуришкевич?; Chișinău, 12 agosto 1870 – Novorossijsk, 1º febbraio 1920) è stato un politico russo.

## Biografia

### Prominente politico dell'ala destra
Di famiglia di nobili decaduti in Bessarabia, oggi repubblica di Moldavia, Puriškevič si laureò in filologia classica all'università di Novorossiysk. Intorno al 1900, si trasferì a San Pietroburgo. Divenne un membro del gruppo dell'assemblea russa e venne nominato sotto Vyacheslav von Plehve.
Politico ultra-conservatore nella Russia imperiale, durante la rivoluzione russa del 1905 contribuì a organizzare le Centurie Nere come milizia protofascista ufficialmente per aiutare la polizia nelle lotte contro gli estremisti di sinistra e per ristabilire l'ordine. Dopo il manifesto di ottobre, fu uno dei fondatori dell'Unione del Popolo Russo e il suo vice-presidente. In seguito a un disaccordo con Alexander Dubrovin sull'influenza della Duma di Stato, fondò la sua propria organizzazione, nota come Unione di San Michele Arcangelo, nel 1908.
Il popolare Puriškevič, descritto da Vladimir Kokovcov come affascinante, instabile, e un uomo che non poteva stare un minuto in un unico luogo, fu eletto come deputato durante la II, III e IV Duma Imperiale per la Bessarabia e la provincia di Kursk. Divenne un esponente di spicco della destra radicale monarchico e guadagnò fama grazie ai suoi discorsi sgargianti, al suo comportamento scandaloso, ad esempio lanciando un bicchiere d'acqua a Pavel Miliukov o chiacchierando il 1º maggio con un garofano rosso nel suo volare, e le sue ideologie monarchiche, ultra-nazionaliste e antisemitiche, insieme al noto monarchico Nikolaj Markov. La sua testa calva e i baffi a punta erano noti in tutta la Russia, grazie ai suoi ritratti sui giornali. Era un fervente monarchico grasso e con il respiro pesante, un sostenitore della linea dura dell'autocrazia sacerdotale e di uno stato russo unificato sotto la supremazia russa. La sua virulenta ostilità agli ebrei era perché li percepiva per essere l'avanguardia del movimento rivoluzionario e voleva che fossero deportati a Kolyma. Credeva che i cadetti, socialisti, gli intellettuali, la stampa e i consigli dei professori universitari fossero tutti sotto il controllo degli ebrei. A causa del suo comportamento irrequieto era considerato un missile non guidato.

Il suo treno aiuto-medico nel 1916.

All'inizio del 1910, durante una riunione della Duma di Stato su altri provvedimenti da prendere contro gli ebrei, comunicò che il movimento della sinistra in ambiente studentesco era costituito da ebrei guidati dai professori tra cui c'erano pure diversi ebrei, per la qual cosa nelle università vigeva l'anarchia. La dichiarazione suscitò uno scandalo, grida dei delegati e una sequela di insulti. Il principe Volkonskij, il presidente della Duma, perse il controllo e diede prova di essere assolutamente impotente. Fu quindi destituito e, alla presidenza, venne eletto Aleksandr Gučkov, uno degli uomini più brillanti e avventurosi della Duma.
Durante il corso della prima guerra mondiale, si ritirò dalla vita politica e divenne un aiuto-medico al fronte di guerra. Divenne critico delle prestazioni del governo e del ruolo della zarina Alessandra e di Grigorij Rasputin, al quale una volta aveva chiesto l'appoggio per essere fatto ministro dell'interno ma alla zarina non era piaciuto, ma non dello zar Nicola II.

### L'assassinio di Rasputin
Nel dicembre 1916, insieme al principe Feliks Jusupov e al granduca Dmitrij Pavlovič, due giovani monarchici parenti dello zar, partecipò all'assassinio di Rasputin, grande accusatore della corruzione imperante nelle classi dirigenti e nell'aristocrazia, in un vano tentativo di salvare la monarchia.

### La Russia rivoluzionaria
Durante la rivoluzione di febbraio del 1917, molti esponenti dell'estrema destra reazionaria furono arrestati, ma Puriškevič fu tollerato da Kerenskij, lasciandolo di essere praticamente l'unico ex leader nazionale del Cento Nero a mantenere una vita politica attiva in Russia dopo la caduta dello zar. Tuttavia, la rivoluzione fece sì che dovesse inizialmente moderare la sua politica. Chiese l'abolizione dei Soviet, che erano a sua volta per l'abolizione della Duma.
Nel mese di agosto, cercò una dittatura militare e fu arrestato nell'affare Kornilov, ma fu rilasciato. A seguito del fallimento del putsch, collaborò con Fyodor Vinberg nel formare un'organizzazione monarchica sotterranea. Durante la rivoluzione di ottobre, organizzò il comitato per la salvezza della madrepatria, a San Pietroburgo, e fu seguito da un buon numero di ufficiali, cadetti militari e altri combattenti.
Al momento, visse nell'albergo "Russia", a Moika 60, ed ebbe un passaporto falso sotto il cognome "Yevreinov". Il 18 novembre 1917, fu arrestato dalle Guardie Rosse e accusato di partecipazione cospirazione controrivoluzionaria. Durante il processo, furono trovati rapporti tra Puriškevič e Aleksej Kaledin, il generale dell'Armata bianca, in cui esortò il capo cosacco a venire e ristabilire l'ordine a Pietrogrado. Divenne la prima persona a essere giudicata nell'Istituto Smol'nyj dal primo tribunale rivoluzionario. Fu condannato a undici mesi di lavoro pubblico e quattro anni di reclusione con servizio alla comunità obbligatoria, ma fu amnistiato per cattiva salute il seguente 1º maggio, sulla mediazione di Felix Dzerzhinsky e Nikolay Krestinskij, a condizione di una promessa di astenersi da ogni attività politica. Mentre era in carcere, scrisse una poesia che descrive il trattato di Brest-Litovsk come La pace di Trotsky.

### La Russia contro-rivoluzionaria
Immediatamente dopo il suo rilascio, con il terrore rosso e l'esecuzione della famiglia imperiale, si unì definitivamente all'esercito bianco di Anton Denikin, nel Nord Caucaso a sud della Russia, dove pubblicò il giornale monarchico Blagovest e tornò apertamente alla sua posizione politica tradizionale di sostegno per la monarchia, una Russia unificata e opposizione agli ebrei. Nel 1918, formò un nuovo partito politico, il partito dello stato del popolo, e chiese una lotta aperta contro l'ebraismo: il partito crollò dopo la sua morte. Fu autore di numerosi articoli, poesie, opuscoli e memorie.
Morì di tifo esantematico nel suo letto, a Novorossijsk, nel 1920, durante la guerra civile russa per ristabilire la vera autocrazia.